# Umeå centralstation
Umeå centralstation, eller Umeå C, är en järnvägsstation i Umeå, vid Järnvägsallén i norra delen av Umeå centrum. Stationen är centralstation i Umeå.
Stationen trafikeras av SJ:s fjärrtåg till Stockholm och av SJ:s nattåg mellan Narvik/Luleå och Stockholm respektive av Norrtågs regionaltåg. Stationen var den enda i Umeå för passagerartrafik fram till Botniabanans invigning sommaren 2010, då den nyanlagda Umeå östra station togs i bruk. Innan Botniabanan invigdes betjänades Umeå endast av nattåg 91/92 till/från Luleå medan nattåget från Narvik endast betjänade Vännäs station. Sedan öppningen av Umeå östra station fungerar centralstationen som genomgångsstation för båda nattåg.

## Ombyggnad 2010–2013
I och med anläggandet av Botniabanan byggdes Umeå centralstation om, och en ny gång- och cykeltunnel byggdes, liksom nya perronger (455 meter på stationssidan och 175 meter på Hagasidan), nya perronganslutningar och nya bullerskärmar. Arbetet påbörjades under juli månad 2010 och i november 2012 invigdes spårområdet, plattformarna och gång- och cykeltunneln – som domineras av det 170 meter långa glaskonstverket Lev!. En ombyggnad av Järnvägstorget och Bangatan slutfördes under hösten 2013.
Att bygga om stationen var en följd av anslutningen till Botniabanan, men gjordes också på grund av omlokaliseringen av Umeå godsbangård till industriområdet Västerslätt. Jernhusen passade då även på att renovera och bygga om stationsbyggnaden under tiden de andra byggnationerna pågick. Från sommaren 2010 stängdes centralstationen av och all trafik passerade förbi till Umeå östra station. Den 15 augusti 2011 öppnades centralstationen åter för persontrafik.

## Uppköp av Umeå kommun
Umeå kommun har avtalat med Jernhusen om att köpa stationen med tillhörande markområden för 32 miljoner kronor, med överlåtande i maj 2014. Syftet med uppköpet är att kommunen vill utveckla området.

## Byggnaden
Järnvägsstationen ritades av arkitekt Folke Zettervall och uppfördes åren 1895-1896 inför dragningen av järnvägsspår från Vännäs till Umeå. Byggnaden H placerades som pendang till det då nybyggda Rådhuset, i södra änden av Rådhusesplanaden. Framför stationshuset utformades Järnvägstorget efter parisisk förebild som en halv stjärnplats, med gator som strålar ut i flera riktningar.
Stationshuset förklarades 2001 som byggnadsminne.
Ett nytt resecentrum planeras omedelbart väster om det gamla stationshuset (där träningsanläggningen "Umeå Sport och Motion" tidigare legat).

## Fotogalleri

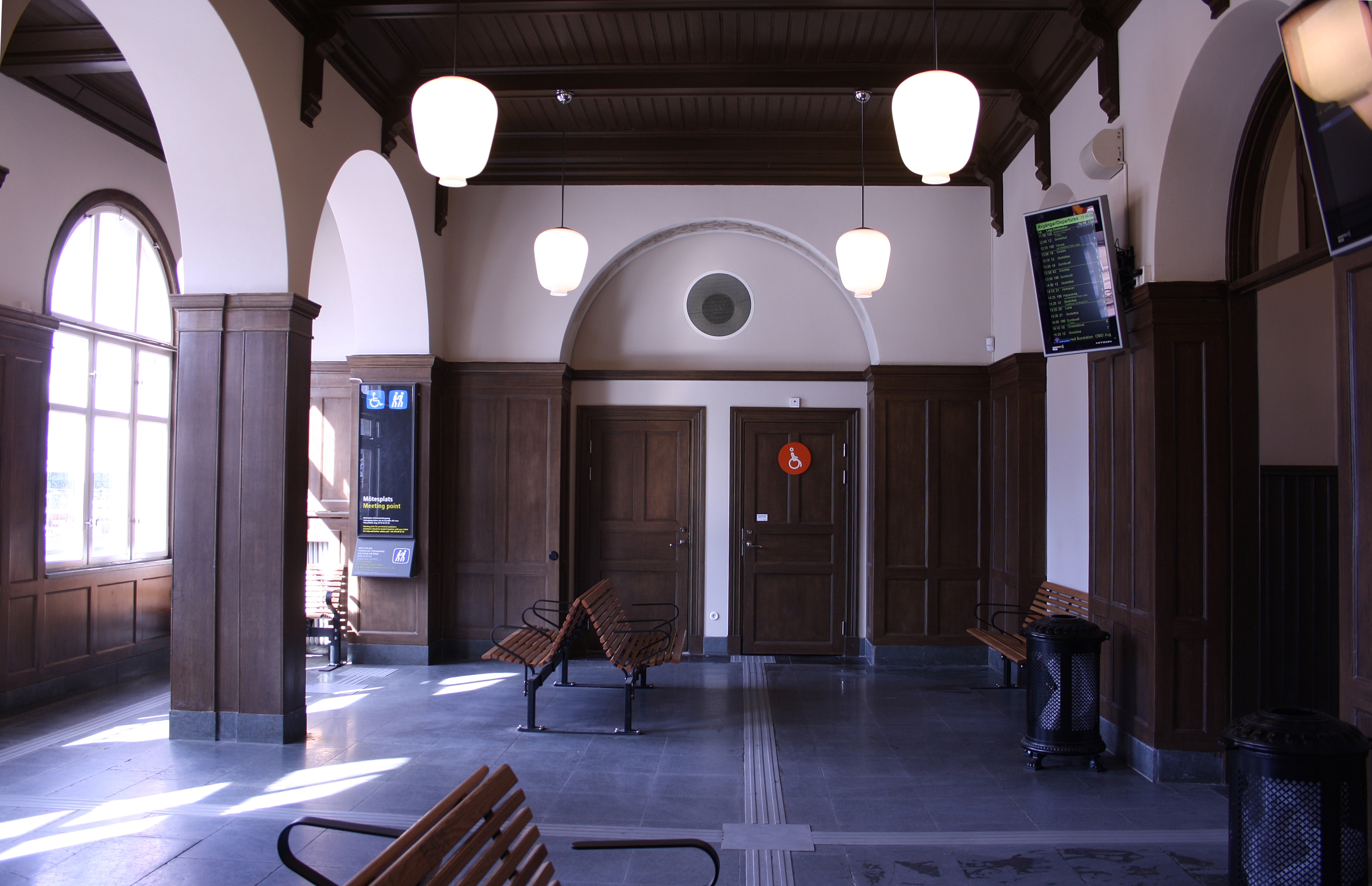
Interiör efter renoveringen (2012).
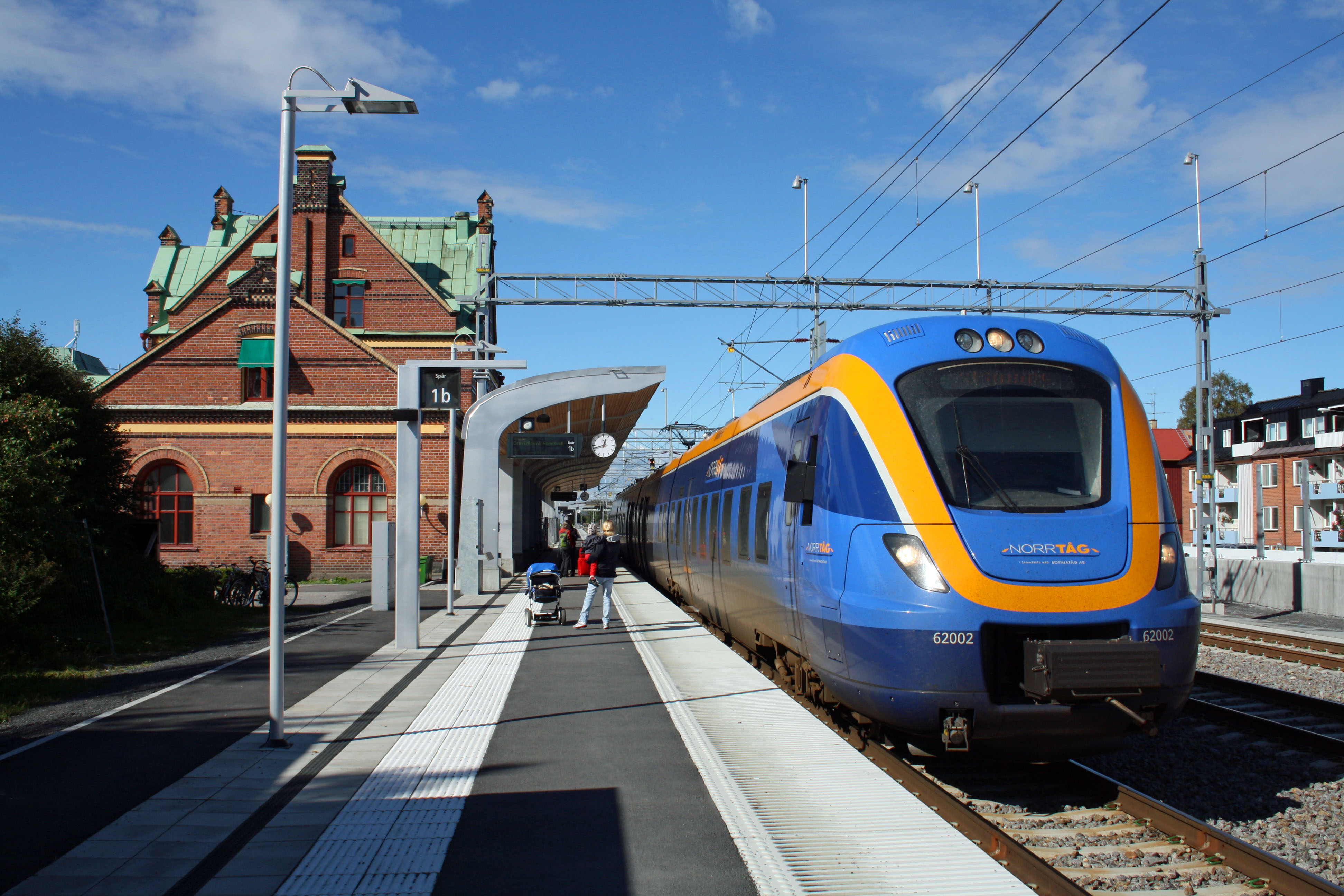
Norrtåg i riktning mot Umeå Östra och Sundsvall på spår 1B.
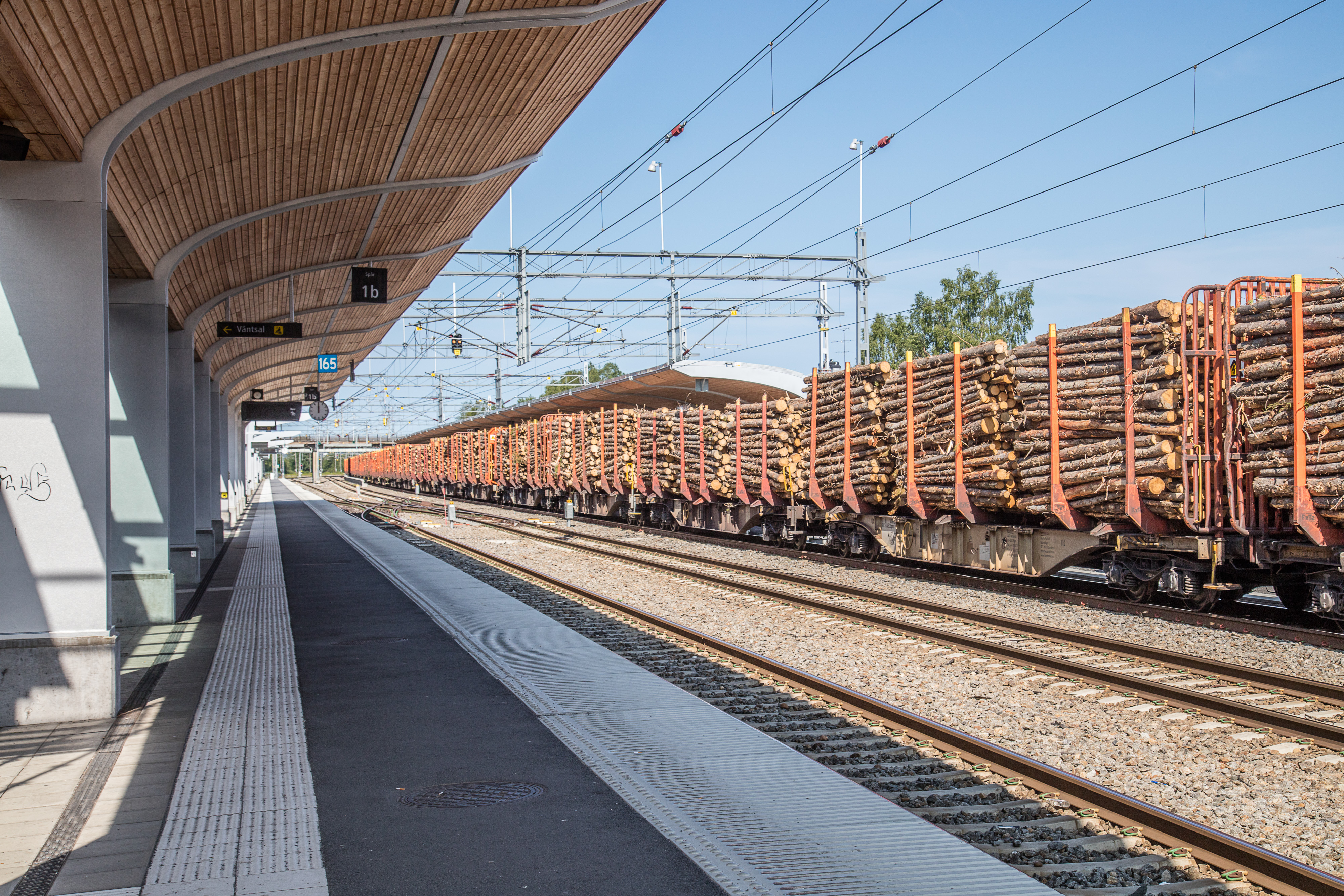
Timmertransport från Storuman stannar på spår 3 för tågmöte
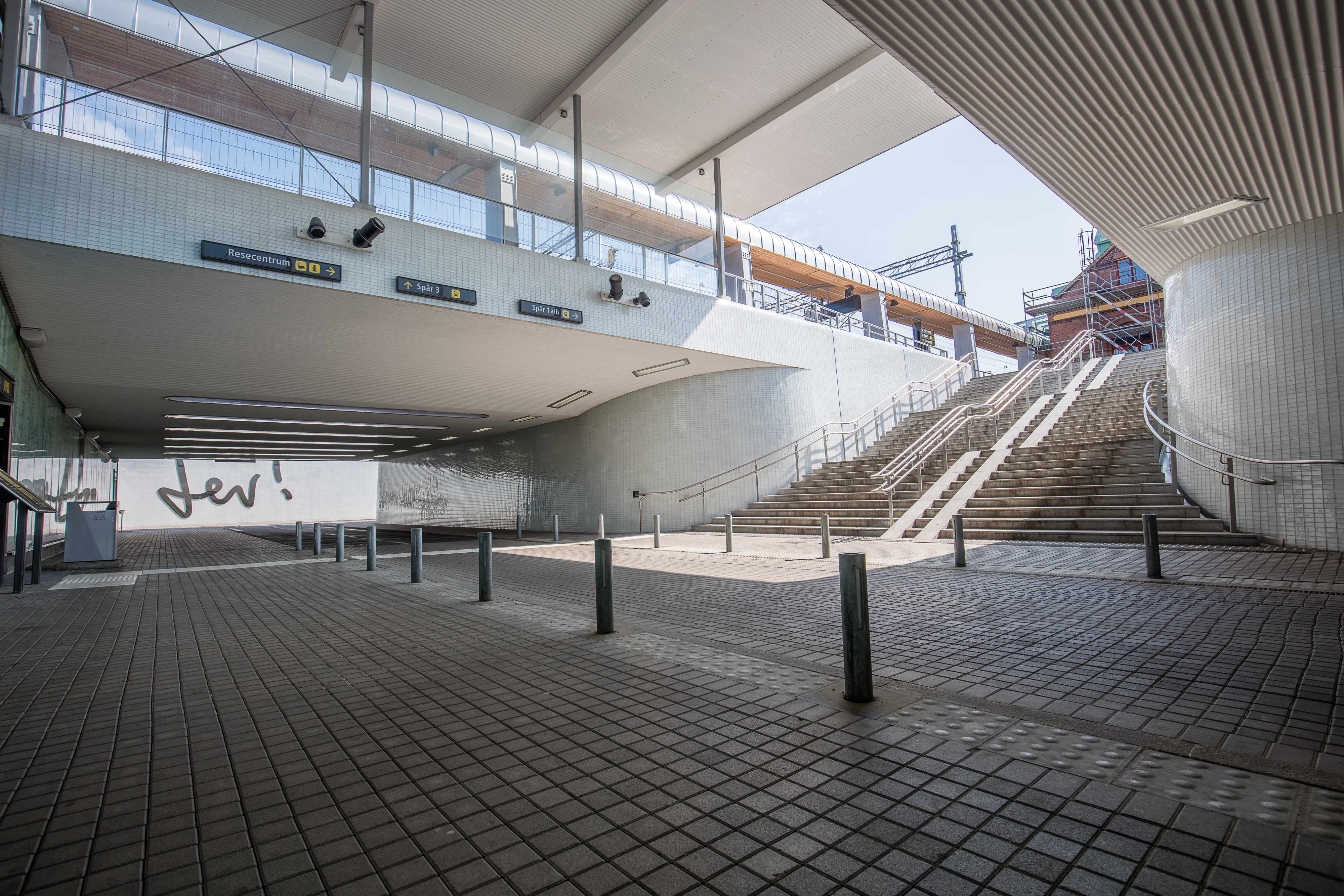
Nedgång till gång- och cykeltunneln, med konstverket Lev!